# Punta Alta de Comalesbienes
La Punta Alta de Comalesbienes és una muntanya que es troba en el terme municipal de la Vall de Boí, a la comarca de l'Alta Ribagorça, i dins del Parc Nacional d'Aigüestortes i Estany de Sant Maurici.

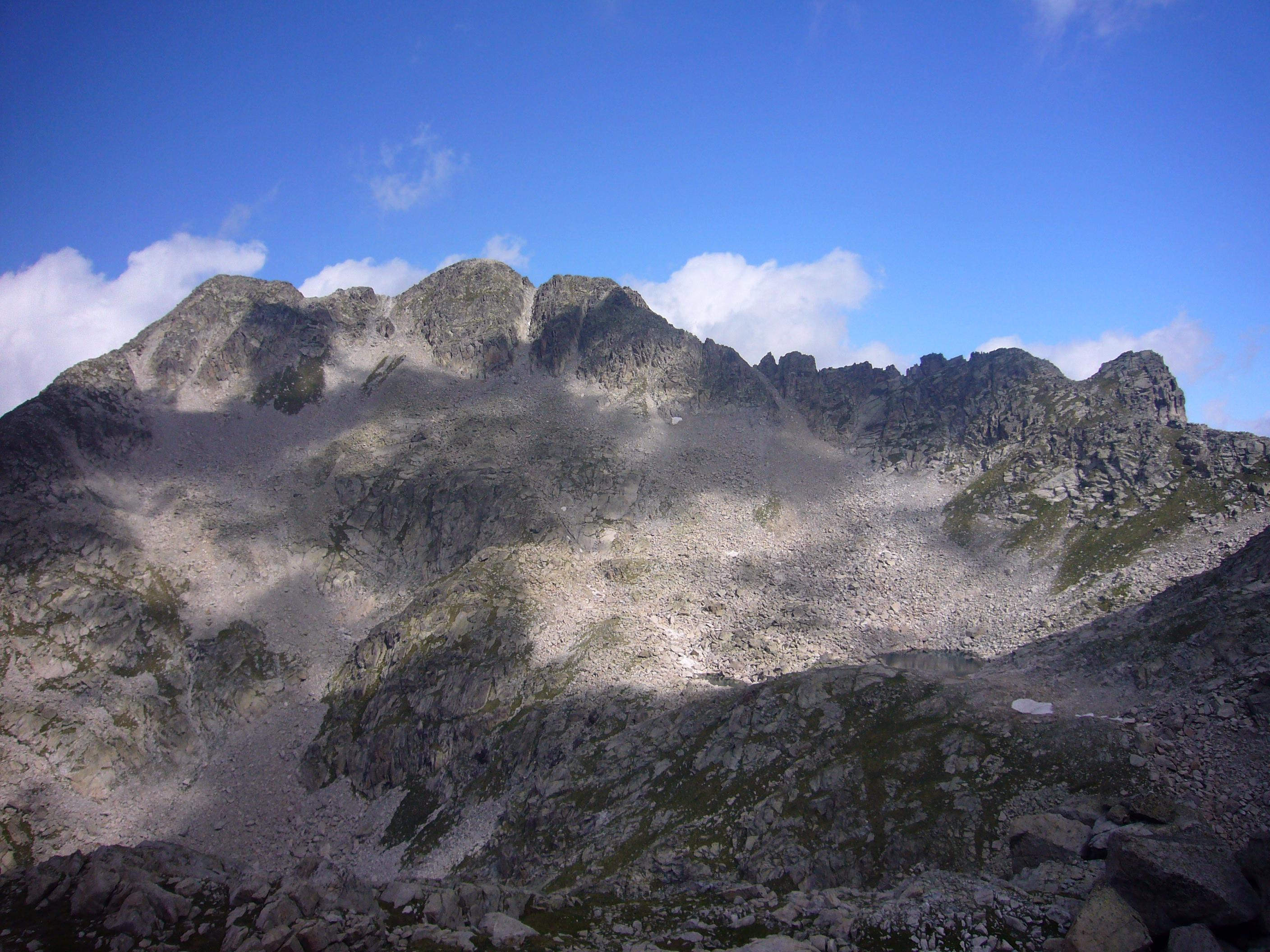
Pic i Punta Alta de Comalesbienes, vistos des de la Vall de
Comalesbienes. (Imatge amb anotacions)

El pic, de 3.014,0 metres, s'alça a llevant del Pantà de Cavallers; en la carena que delimita la Capçalera de Caldes (NO) i la Vall de Comalesbienes (SE); amb el Pic de Comalesbienes al sud-oest, el Coll Arenós al nord i el Coll de Comalesbienes a l'est.
En ell està situat el vèrtex geodèsic 258068006 de l'Institut Cartogràfic de Catalunya.
Aquest cim està inclòs al llistat dels 100 cims de la FEEC amb el nom de Punta Alta. 
El cim fou escalat per primera vegada l'estiu de 1880 per Schrader i H. Passet.

## Rutes
Hi ha diverses rutes d'aproximació al cim:
- Per la Vall de Comalesbienes. El punt d'inici d'aquest camí es troba al costat del barratge que tanca l'accés per carretera a la Presa de Cavallers, uns 400 metres abans d'arribar-hi, a 1.743 metres d'altitud. La ruta puja direcció est pel barranc fins a trobar el rierol que uneix els dos estanys majors. En aquest punt dos són les alternatives:
  - Via el Pic de Comalesbienes direcció nord-oest.
  - Pels estanyets que es troben a peus del Coll de Comalesbienes.
- Per la Vall de Colieto. El Refugi Joan Ventosa i Calvell és el punt de partida d'aquesta opció que discorre per l'Estany Gran de Colieto, Estany de la Roca i Coll Arenós (de Colieto).
- Pel Barranc de Comalespada. El camí s'inicia a la Presa de Cavallers i ressegueix la vora occidental del pantà, fins poc després de superar el desguàs del Barranc de Comalespada. A partir d'aquest punt es comença a remuntar direcció est, girant cap al sud, fins a retrobar el Barranc de Comalespada, per damunt del seu tram més escarpat. Se segueix el barranc fins a assolir el Coll Arenós (de Colieto), on es conflueix amb la ruta provinent del Refugi Joan Ventosa i Calvell que continua fins al cim.